# لويس كومبنيس
لويس كومبنيس (بالكتالونية: Lluís Companys i Jover )‏ (و. 1882 – 1940 م) هو سياسي، ومحامي، ونقابي إسباني، كان عضوًا في يسار كتالونيا الجمهوري (1 مارس 1931–أكتوبر 1940)، توفي عن عمر يناهز 58 عاماً، بسبب إعدام رميا بالرصاص.

## مناصب
تولى منصب Chairman of Republican Left of Catalonia ‏ (11 مايو 1936–15 أكتوبر 1940)
- رئيس حكومة كاتالونيا (4 مارس 1936–15 أكتوبر 1940)[5]
- Member of the Cortes republicanas  [لغات أخرى]‏ (28 فبراير 1936–2 فبراير 1939)[5]
- رئيس حكومة كاتالونيا (1 يناير 1934–7 أكتوبر 1934)
- Chairman of Republican Left of Catalonia  [لغات أخرى]‏ (25 ديسمبر 1933–6 أكتوبر 1934)[5]
- Minister of the Spanish Navy  [لغات أخرى]‏ (12 يونيو 1933–12 سبتمبر 1933)
- رئيس البرلمان كتالونيا  [لغات أخرى]‏ (13 ديسمبر 1932–12 يونيو 1933)[5]
- Member of the Cortes republicanas  [لغات أخرى]‏ (9 يوليو 1931–21 ديسمبر 1934)[5]
- city councilor of Barcelona  [لغات أخرى]‏ (26 فبراير 1930–1931)[5]
- عضو مجلس النواب الإسباني  [لغات أخرى]‏ (22 فبراير 1921–15 سبتمبر 1923)[5]
- city councilor of Barcelona  [لغات أخرى]‏ (يناير 1918–15 سبتمبر 1921).[5]

## التعليم
تعلم في جامعة برشلونة، في تخصص قانون، وتحصل منها على بكالوريوسLiceu Poliglot ‏.